# Rödingsjön (Vilhelmina socken, Lappland, 721049-150502)
Rödingsjön är en sjö i Vilhelmina kommun i Lappland och ingår i Ångermanälvens huvudavrinningsområde. Sjön har en area på 0,445 kvadratkilometer och ligger 550,9 meter över havet.

## Delavrinningsområde
Rödingsjön ingår i det delavrinningsområde (721385-150303) som SMHI kallar för Inloppet i Fatsjön. Medelhöjden är 536 meter över havet och ytan är 31,53 kvadratkilometer. Räknas de 54 avrinningsområdena uppströms in blir den ackumulerade arean 347,61 kvadratkilometer. Marsån som avvattnar avrinningsområdet har biflödesordning 2, vilket innebär att vattnet flödar genom totalt 2 vattendrag innan det når havet efter 331 kilometer. Avrinningsområdet består mestadels av skog (78 procent) och sankmarker (19 procent). Avrinningsområdet har 0,45 kvadratkilometer vattenytor vilket ger det en sjöprocent på 1,4 procent.